# Suffixaufnahme
Die Suffixaufnahme ist das in manchen Sprachen anzutreffende grammatische Phänomen, dass eine abhängige Phrase zusätzlich zu ihren eigenen Markierungen (etwa in Gestalt von Kasusendungen, also -suffixen) die Markierungen der Phrase, von der sie abhängt, aufnimmt. Suffixaufnahme tritt grundsätzlich eher in agglutinierenden Sprachen auf. Sie ist nicht mit dem Sprachmerkmal des Doppelkasus gleichzusetzen, wiewohl dieser eine Voraussetzung für das Vorhandensein der Suffixaufnahme ist.

## Beispiele
Das Nomen B, welches ein Genitivattribut eines anderen Nomens A ist, wird nicht nur mit einem Genitiv-Morphem ausgestattet, sondern zusätzlich auch mit den Morphemen jenes anderen zugeordneten Nomens. Ein theoretisches Nomen C, welches das Genitivattribut von B bilden würde, würde dann sowohl die Flexionsendung von A, die Genitivendung von B und die eigene Genitivendung erlangen.
Würde man versuchen, Suffixaufnahme im Deutschen nachzuspielen, z. B. anhand der Nominalphrase das Herz des König-s, erhielte man Konstruktionen wie (im Dativ) „dem Herz-en des König-s-en“ und (im Genitiv) „des Herz-ens des König-s-ens“.
Suffixaufnahme lässt sich im Altgeorgischen und einigen anderen kaukasischen Sprachen (Tsachurisch, Batsisch, Tsesisch) sowie in einigen alten Sprachen des Nahen Ostens (Sumerisch, Elamisch, Urartäisch) finden.
Während auf der einen Seite die Komplexität der Deklination leicht ansteigt, erhält der Sprecher gleichzeitig aber auch die Möglichkeit zu einer freieren Wortstellung.